# Јања Видмар
Јања Видмар (Птуј, 23. март 1962) словеначка је књижевница, једна од најистакнутијих и најпознатијих словеначких писаца за младе. Ауторка је више десетина монографских публикација. Почела је да пише почетком деведесетих. Чланица је Удружења словеначких писаца, управног одбора овог удружења и иницијаторка оснивања награде „Декада”, која се додељује од 2004. Осим књига за децу и омладину пише и сценарије за дечије емисије. Аутор је сценариа за више играних филмова и ТВ серија. Такође своја дела објављује у часописима и новинама. 

## Биографија
Јања Видмар рођена је 23. марта 1962. године у Птују, у Словенији. Пре него што је пошла у основну школу са породицом се преселила у Марибор, где је завршила основну школу и гимназију. Студирала је у Љубљани Академију ликовних уметности, а касније књижевност на љубљанском Филозофском факултету, где је дипломирала словеначки језик и књижевност. Касније је на Педагошком факултету у Марибору дипломирала омладинску књижевност и педагогију. Професор је словеначког језика и педагогије и од 1996. године има статус независног радника у култури.

## Књижевни рад
Почела је да пише почетком деведесетих. Осим књига за децу и омладину пише и сценарије за дечије емисије и филмове. Своја дела објављује у часописима и новинама као подлиске. Пише различите жанрове, а најчешћи у њеном опусу су социо-психолошки роман, авантуристичка реалистична прича, дечији трилер и хорор и фантастични наратив. Кроз причу скреће пажњу на бројне табу теме или проблеме који муче данашње друштво, као што су ксенофобија, различитости, насиље у породици, поремећаји у исхрани, усамљеност, неспоразуми са одраслима или вршњацима. Због течног и напетог наративног стила и поруке коју носе, њене књиге су занимљиво штиво како за младе, тако и за старије читаоце. До сада је написала више десетина књига, а аутор је и многих сценарија, драма, радио драма, као и есеја и чланака. Њена дела су преведена на више језика, међу којима су српски, хрватски, немачки, италијански и норвешки.
Јања Видмар чланица је Удружења словеначких писаца и управног одбора овог удружења. Такође је чланица Управног одбора, као и председница Секције за књижевност за младе овог удружења. Иницијаторка је корпоративне награде „Декада”, која се додељује од 2004. године.

## Сценарији за филм
Према књигама Јање Видмар снимљено је неколико филмова и ТВ серија за децу и младе:
- Јунаци петог разреда (словен. Junaki petega razreda, мини ТВ серија, 1996)
- Блуз за Сару (словен. Blues za Saro, трилер, 1998)
- Дерги и Роза у краљевству мрмота (словен. Dergi in Roza v kraljestvu svizca, комедија, 1998)
- Марко скаче (словен. Marko skace, комедија, 2010)[7]

## Награде
За свој рад добила је многе националне и међународне награде, међу којима су: 
- Словеначка национална награда за најбољу књигу за младе у протеклој години Вечерница за књигу Princeska z napako (1998),
- Златна медаља на међународном конкурсу за младе писце Parole senza frontiere за књигу Princeska z napako (1999),
- Дриго место на националном такмичењу „Моја омиљена књига” за књигу Debeluška (2000),
- Златна медаља Parole senza frontiere за дело Sence poletja (2003),
- Словеначка национална награда за дечју и омладинску књижевност Десетница за дело Zoo (2006),
- Награда за најбољу књигу објављену на норвешком језику за младе са посебним потребама IBBY документационог центра за младе са инвалидитетом, за књигу Moja Nina (2009),
- Награда Вечерница за књигу Pink (2009),
- Награда словеначког фестивала сценских уметности за децу и младе „Златна палица” за најбољу омладинску драму, за драму Brez (2010)
- Награда Десетница за књигу Kebarie (2013).[1]

Два пута је номинована за награду „Астрид Линдгрен”, 2013. и 2014. године.